# Salvatore Licitra
Salvatore Licitra (Berna, 21 novembre 1968 – Catania, 5 settembre 2011) è stato un tenore italiano.

## Biografia
Nato a Berna, in Svizzera, da genitori siciliani (precisamente di Acate, in provincia di Ragusa) emigrati per motivi di lavoro, Licitra trascorse la sua adolescenza prima a Nova Milanese e poi a Cinisello Balsamo, comuni dell'entroterra milanese. Finì col diventare un cantante lirico per caso. Com'era accaduto ad altri tenori prima di lui, non essendo molto fiducioso nelle sue capacità vocali, cominciò con un lavoro del tutto diverso: fu infatti grafico per il mensile Vogue. Comunque, all'età di diciannove anni, iniziò a studiare canto in maniera regolare presso i Corsi Verdiani a Parma. Dopo otto anni di studi, inizialmente come artista del coro, lasciò il suo insegnante di canto e divenne allievo del maestro Carlo Bergonzi presso la sua scuola di Busseto.
Licitra fece il suo debutto in Un ballo in maschera a Parma nel 1998, in una rappresentazione realizzata per gli allievi di Bergonzi. Il successo ottenuto gli valse un contratto per Un ballo in maschera, La traviata e Aida a Verona. Successivamente partecipò ad una audizione con il maestro Riccardo Muti al Teatro alla Scala e venne scelto per il ruolo di Alvaro in una nuova produzione de La forza del destino.
Cantare alla Scala gli portò una notorietà immediata e a giugno e luglio cantò in Tosca e Madama Butterfly all'Arena di Verona. Cantò poi in Tosca al Teatro alla Scala nel marzo del 2000 nuovamente sotto la direzione di Muti, produzione che venne anche registrata per il catalogo della Sony Classical. In maggio debuttò a Madrid ne La forza del destino. A Verona gli venne assegnato il Premio Zenatello come tenore dell'anno, cantando ancora ne La forza del destino all'Arena in luglio. Nel settembre dello stesso anno andò in Giappone con l'orchestra del Teatro alla Scala per una serie di recite de La forza del destino. Gli venne concessa la cittadinanza onoraria di Milano e la Sony gli offrì un contratto in esclusiva.
Una controversa rappresentazione de Il trovatore, registrata dalla Sony, aprì la stagione 2000/2001 del Teatro alla Scala, nel centenario della morte di Verdi. L'opera non veniva rappresentata al Teatro da 22 anni e Muti, che aveva personalmente scelto Licitra come protagonista, gli vietò di eseguire i tradizionali Do acuti interpolati dalla tradizione nella cabaletta del terzo atto «Di quella pira» e questo provocò diverse reazioni dal pubblico. Sei mesi dopo, Licitra interpretò il medesimo ruolo all'Arena di Verona sotto la direzione di Daniel Oren, eseguendo la "pira" abbassata di mezzo tono. A richiesta del pubblico, concesse il bis ogni sera. Nel settembre seguente debuttò al Liceu di Barcellona cantando il ruolo di Mac Duff nel Macbeth, sempre con Muti.
Prima de Il trovatore a Verona, aveva cantato in Un ballo in maschera al Teatro alla Scala con la direzione di Muti con Maria Guleghina nel 2001 ripreso da Rai 2 e trasmesso da Rai 5, ripetendo il successo a Roma in dicembre. A novembre fece il suo debutto negli Stati Uniti come solista ospite nel concerto annuale della Richard Tucker Music Foundation Opera Gala a New York. In dicembre cantò alla Wiener Staatsoper in Tosca, quindi Manrico ne Il trovatore al Sao Carlos di Lisbona nel gennaio 2002 e ancora Alvaro a Torino in febbraio.
Il palcoscenico del Metropolitan Opera gli si aprì in maniera inattesa il 12 maggio 2002, quando si trovò due ore prima dello spettacolo a sostituire Luciano Pavarotti, che all'epoca aveva 66 anni, in Tosca. Licitra, che non aveva in programma di debuttare al Met prima del 2004, era il tenore di riserva e ricevette un'ovazione di 43 secondi alla fine della romanza Recondita armonia e di 46 secondi dopo aver cantato l'aria E lucevan le stelle.
In breve tempo, dal suo debutto del 1998, Licitra venne additato come il nuovo Pavarotti, un tenore "degno della grande tradizione italiana". Il New York Times, dopo il suo debutto al Richard Tucker Gala, scrisse: "… un tenore italiano con un registro basso baritonale profondo, un registro acuto brillante, con note acute forti e sicure […] nella tradizione dei tenori italiani […] Se resisterà alla voglia di essere il "quarto tenore", potrà fare molta strada".
Da allora aggiunse altri ruoli al suo repertorio: Andrea Chénier, Ernani, Don Carlo, Turiddu in Cavalleria rusticana, Canio in Pagliacci, Luigi nel Tabarro e Calaf in Turandot.
Nel 2004 cantò Oltre la tempesta di Francesco Sartori con Marcelo Álvarez nella colonna sonora del film Corrispondenza d'amore.

## La morte
Il 27 agosto 2011, nel corso di una breve vacanza in Sicilia durante la quale avrebbe dovuto ricevere anche il Premio Ragusani nel Mondo, fu colpito da ischemia cerebrale mentre guidava, senza casco, la sua Vespa a Donnalucata, frazione di Scicli. A causa della perdita dei sensi e del controllo del mezzo, terminò la sua corsa impattando contro un muretto. Ricoverato all'ospedale Garibaldi di Catania in gravissime condizioni, morì il 5 settembre successivo. Per volere della famiglia sono stati donati reni, fegato e cornee. I funerali si svolsero a Vedano al Lambro, paese di residenza dei genitori, e al termine le spoglie di Licitra furono portate in corteo nel locale cimitero.

## Repertorio
| Ruolo             | Titolo                | Autore      |
| ----------------- | --------------------- | ----------- |
| Pollione          | Norma                 | Bellini     |
| Andrea Chénier    | Andrea Chénier        | Giordano    |
| Canio             | Pagliacci             | Leoncavallo |
| Turiddu           | Cavalleria rusticana  | Mascagni    |
| Mario Cavaradossi | Tosca                 | Puccini     |
| F. B. Pinkerton   | Madama Butterfly      | Puccini     |
| Dick Johnson      | La fanciulla del West | Puccini     |
| Luigi             | Il tabarro            | Puccini     |
| Calaf             | Turandot              | Puccini     |
| Ernani            | Ernani                | Verdi       |
| Macduff           | Macbeth               | Verdi       |
| Manrico           | Il trovatore          | Verdi       |
| Alfredo Germont   | La traviata           | Verdi       |
| Riccardo          | Un ballo in maschera  | Verdi       |
| Don Alvaro        | La forza del destino  | Verdi       |
| Don Carlo         | Don Carlo             | Verdi       |
| Radames           | Aida                  | Verdi       |

## Discografia e video
- Salvatore Licitra - The Debut (CD di debutto) / E lucevan le stelle
- Salvatore Licitra - Forbidden Love
- Salvatore Licitra - The Man Who Cried - L'uomo che pianse (colonna sonora)
- Salvatore Licitra e Marcelo Álvarez, Duetto, (CD e DVD) 2003 Smv per il programma televisivo Great Performances
- Salvatore Licitra - Best of, 2011 Sony
- Giuseppe Verdi: Il trovatore - Muti/Licitra/Frittoli/Nucci/Urmana/Scala, 2001 Sony
- Giacomo Puccini: Tosca - diretto da Riccardo Muti con Maria Guleghina/Leo Nucci/Alfredo Mariotti, regia Pierre Cavasillas al Teatro alla Scala, 2000 (CD e DVD) Alliance/RAI/EuroArts
- Giuseppe Verdi: La forza del destino - diretto da Zubin Mehta con Alastair Miles/Nina Stemme/Carlos Alvarez, al Wiener Staatsoper 2008 C Major DVD/ORF
- Giuseppe Verdi: Aida - diretto da Ádám Fischer con Nina Stemme/Luciana D'Intino, all'Opernhaus Zürich, 2006 Bel Air
- Giuseppe Verdi, Un ballo in maschera - Muti/Licitra/Guleghina/Scala, 2001 RAI/EuroArts